# 小林ちづ
小林 ちづ（こばやし ちづ、1918年（大正7年）11月22日 - 平成時代まで存命。没年は不明）は、日本社会党衆議院議員。衆議院議員（1期）当選1回。小林正美（日本社会党衆議院議員）の未亡人。三重県では数少ない女性議員であった。

## 経歴
福岡県戸畑市生まれ。1936年（昭和11年）に、奈良県育英高等女学校を卒業した。その後に衆議院議員となる小林正美と結婚をして、職業は議員秘書を務めた。
1958年（昭和33年）の第28回衆議院議員総選挙では同じ選挙区から複数候補者を樹立する日本社会党執行部の方針で三重1区から日本社会党の2人目の公認候補として、小林ちづの夫の小林正美も出馬したが、亀山市を境界として、四日市市を中心とする北部地域は新人の四日市市出身の小林正美候補の地盤で、伊賀や津市などの南部地域は現職の中井徳次郎候補の地盤とする地盤割りが成功して小林正美・中井徳次郎の2人共が当選した。
1960年（昭和35年）の第29回衆議院議員総選挙では小林正美が選挙前に急逝した事で未亡人の小林ちづが身代わり候補として出馬して、小林正美の遺影と、黒いリボンをつけて、弔い合戦として選挙運動をして、小林ちづ自身の女性票や小林正美と浅沼稲次郎刺殺事件の日本社会党への同情票がたくさん集まった事から41歳で三重県唯一の女性議員として当選した。伊賀地域出身の日本社会党右派の中井徳次郎と自民党の川崎秀二が落選する番狂わせがおきた。
第30回衆議院議員総選挙には立候補せず、政界引退。平成時代まで存命したとされるが新聞記事などの死亡記事が不明である。